# Aligarh (Distrikt)
Der Distrikt Aligarh (Hindi: अलीगढ़ जिला, Urdu ضلع علی گڑھ) ist ein Distrikt im nordindischen Bundesstaat Uttar Pradesh. Der Verwaltungssitz befindet sich in der Stadt Aligarh.

## Geografie
Der Distrikt Aligarh liegt im Westen Uttar Pradeshs im mittleren Doab, dem Schwemmland zwischen den Flüssen Ganges und Yamuna. Der Ganges bildet im Osten, die Yamuna im Westen die Grenze des Distrikts. Der Distrikt Aligarh gehört zur Division Aligarh. Die Fläche des Distrikts beträgt 3648 km². Nachbardistrikte sind Gautam Buddha Nagar und Bulandshahr im Norden, Badaun im Nordosten, Kanshi Ram Nagar im Osten, Amroha und Mathura im Süden sowie Palwal im Westen. Letzterer gehört bereits zum Nachbarbundesstaat Haryana.

## Verwaltungsgliederung
Der Distrikt Aligarh ist in die fünf Tehsils Khair, Gabhana, Atrauli, Koil und Iglas unterteilt.

## Geschichte
Der Distrikt Aligarh wurde von den Briten eingerichtet, nachdem sie 1803 im Zweiten Marathenkrieg das Gebiet erobert und in Britisch-Indien eingegliedert hatten. Während der britischen Herrschaftszeit war der Distrikt Teil der Ceded and Conquered Provinces (ab 1836 Northwestern Provinces), die 1902 zu einem Teil der United Provinces of Agra and Oudh wurden. Nach der indischen Unabhängigkeit 1947 ging aus den United Provinces der Bundesstaat Uttar Pradesh hervor. 1997 wurde ein Teil des Distrikts Aligarh dem neugegründeten Distrikt Amroha (damals Jyotiba Phule Nagar) zugeschlagen.

## Bevölkerung
Nach der indischen Volkszählung 2011 hat der Distrikt Aligarh 3.673.889 Einwohner. Zwischen 2001 und 2011 wuchs die Einwohnerzahl um 23 Prozent und damit etwas schneller als im Mittel Uttar Pradeshs (20 Prozent). Die Bevölkerungsdichte liegt mit 1007 Einwohnern pro km² über dem ohnehin schon hohen Durchschnitt des Bundesstaates von 829 Einwohnern pro km². Der Distrikt ist verhältnismäßig stark verstädtert: 33 Prozent der Einwohner leben in Städten. Der Urbanisierungsgrad ist damit deutlich höher als der Durchschnitt Uttar Pradeshs (22 Prozent). Die Alphabetisierungsrate entspricht mit 68 Prozent dem Mittelwert des Bundesstaates.
Hindus stellen nach der Volkszählung 2001 mit 82 Prozent die Mehrheit der Einwohner des Distrikts Aligarh. Daneben gibt es eine Minderheit von Muslimen (18 Prozent).

## Städte
| Stadt                       | Einwohner (2001) |
| --------------------------- | ---------------- |
| Aligarh                     | 667.732          |
| Atrauli                     | 43.845           |
| Beypore                     | 66.883           |
| Beswan                      | 5.459            |
| Chharra Rafatpur            | 20.826           |
| Harduaganj                  | 11.564           |
| Iglas                       | 11.861           |
| Jalali                      | 17.451           |
| Jatari                      | 17.038           |
| Kauriaganj                  | 10.581           |
| Khair                       | 27.661           |
| Pilkhana                    | 9.692            |
| Qasimpur Power House Colony | 13.754           |
| Vijaigarh                   | 5.921            |